# Objev
Objev je obecné označení významné události, kdy byla zjištěna nová skutečnost.
Objev v historickém významu:
je událost, kterou se lidstvo nebo určitá kultura dozví o určité významné skutečnosti světa, jeho historie, která do té doby nebyla známa.
Objev v oblasti vědy:
je událost, při které je zjištěna nová vlastnost, např. materiálu nebo nově popsán fyzikální děj, tedy objev přírodního zákona. V současné době se jedná zpravidla o výsledek vědeckého bádání a odborného zkoumání světa.
V neodborných článcích je však objev zaměňován s vynálezem, kde je podstatou věci tvůrčí podíl vynálezce (konstruktéra, technika), který aplikoval zjištěné skutečnosti na konkrétním vynálezu.

## Velké objevy
Řada objevů významně změnila lidský život nebo alespoň náš obraz světa. I když někdy není snadné rozhodnout, co je objev a co vynález, uvádíme příklady zvlášť významných objevů. Jejich autorství i datum je ovšem často sporné nebo nejisté.
- Objev planet, pohyblivých hvězd mezi "stálicemi".
- Země je kulatá (Aristotelés, Eratosthenés, 4.-3. stol. př. n. l.)
- Objev precese rovnodennosti (2.-1. stol. př. n. l.)
- Objevení Ameriky (Kryštof Kolumbus, 1492)
- Země obíhá kolem Slunce (Mikuláš Koperník, 1543; Johannes Kepler, 1609)
- Na Měsíci jsou hory a na Slunci skvrny (Galileo Galilei, 1610)
- Objev krevního oběhu (William Harvey, 1628)
- Objev baktérií (Anton van Leeuwenhoek, 1683)
- Obecná gravitace (Isaac Newton, 1687)
- Rozluštění egyptských hieroglyfů (Jean-Francois Champollion, 1822)
- Objev geologických dob a evoluce Země (Charles Lyell, 1837)
- Objev živé buňky (Th. Schwann, M. Schleiden, 1838)
- Objev evoluce života (Jean-Baptiste Lamarck, 1809; Charles Darwin, 1859)
- Objev základních zákonů dědičnosti ( Johann Gregor Mendel, 1865 )
- Objevení Tróje (Heinrich Schliemann, 1872)
- Objev elektromagnetického pole (James Clerk Maxwell, 1873)
- Objev radioaktivity (Henri Becquerel, 1896; Marie Curie-Skłodowská a Pierre Curie, 1898)
- Objev nevědomí (Sigmund Freud, kolem 1905)
- Relativistická fyzika (Albert Einstein, 1907)
- Objev vnitřní struktury atomu (Ernest Rutherford, 1911)
- Rudý posuv galaxií (Edwin Hubble, 1929)
- Velký třesk (Georges Edouard Lemaître, 1927; George Gamow, R. C. Herman 1948)[1]
- Objev DNA (F. Meischer, 1869; F. H. Crick, J. D. Watson 1953)